# Mesures agroenvironnementales et climatiques
 (janvier 2015).
Si vous disposez d'ouvrages ou d'articles de référence ou si vous connaissez des sites web de qualité traitant du thème abordé ici, merci de compléter l'article en donnant les références utiles à sa vérifiabilité et en les liant à la section « Notes et références ».
Les mesures agroenvironnementales et climatiques (MAEC) sont un dispositif de développement territorial constituant l’un des outils majeurs du 2d pilier de la Politique agricole commune (PAC). Instaurées lors de la programmation 2014-2022 de la PAC, elles ont remplacé les MAET (mesures agroenvironnementales territorialisées) de la programmation précédente (2007-2013). Les deux objectifs principaux sont les suivants :
1. accompagner le changement de pratiques agricoles afin de réduire les pressions sur l’environnement ;
2. maintenir les pratiques favorables du point de vue de l’environnement[1].

L’engagement des agriculteurs dans des MAEC est volontaire, et dure de 5 à 7 ans. Pendant cette période, les agriculteurs engagés reçoivent une rémunération annuelle en échange du respect d’un cahier des charges et de divers critères.
Les MAEC sont reconduites lors de la programmation 2023-2027 de la PAC.

## Cahiers des charges
En France, les engagements durent 5 ans.

### Programmation 2014-2022
Lors de la programmation 2014-2022, les cahiers des charges des MAEC étaient constitués d’engagements unitaires (appelés « types d’opération ») validés au niveau national, qui pouvaient se combiner (exemple : combinaison des types d’opération « Gestion des milieux humides » et « Ajustement de la pression de pâturage »). La rémunération totale de la MAEC vaut alors la somme de chaque type d’opération.
Les types d’opération visent différents objectifs, par exemple : amélioration des systèmes polyculture-élevage, entretien des couverts herbacés, gestion de milieux particuliers (milieux humides, vergers, marais salants, etc.), réduction de traitements phytosanitaires, gestion de l’irrigation, implantation de couverts.
En 2021 et 2022, certains contrats d’un an sont proposés.

### Programmation 2023-2027
Pour la programmation 2023-2027 les cahiers des charges n’ont plus vocation à être combinés, car ils forment déjà des mesures complètes. Certaines MAEC peuvent cependant être cumulées sur une parcelle ou un exploitation.
En métropole (hors Corse), les MAEC portent sur 4 grands enjeux :  
- enjeu « eau » (31 mesures, dont une partie déclinées pour les cultures légumières de plein champ)
- enjeu « sol » (2 mesures)
- enjeux « climat et bien-être animal » (4 mesures)
- enjeu « biodiversité » (25 mesures)

Dans les départements et régions d'outre-mer (Guadeloupe et Saint-Martin, Guyane, La Réunion, Martinique et Mayotte), les mesures portent sur des types de culture (banane, canne, verger, etc.).
Le catalogue complet des MAEC est disponible dans l’appendice D du Plan stratégique national français.

## Procédure de demande d’une MAEC : le PAEC

### Un projet agroenvironnemental et climatique (PAEC)
Les MAEC donnent lieu à la construction de projets de territoires, les projets agroenvironnementaux et climatiques (PAEC), présentant une triple dimension agricole, économique et environnementale. Ils sont définis pour une durée de 5 ans à 6 ans. Porté par un opérateur (voir ci-dessous), chaque projet est coconstruit en partenariat avec les acteurs du territoire. Il repose sur un diagnostic des enjeux environnementaux et agricoles du territoire, il définit la liste des MAEC mobilisables (qui répondent à un enjeu du territoire), il liste les actions complémentaires aux MAEC à mettre en œuvre (animation, investissements, diagnostics...), il précise des modalités de suivi et d’évaluation ainsi que des modalités de poursuite des actions au-delà de la période du projet . Les MAEC ne peuvent être contractualisées que si elles ont été programmées dans un projet agroenvironnemental et climatique validé.

### Un opérateur local
Les PAEC sont portés par un opérateur local (collectivité territoriale, association, chambre d’agriculture, parc naturel régional, communauté de communes, etc.) qui est le maître d’ouvrage du dispositif. L’opérateur est alors le responsable de l’animation du PAEC et doit à ce titre posséder les compétences requises. Il s’agit généralement des collectivités territoriales, cependant d’autres structures ou acteurs économiques porteurs de dynamiques collectives agricoles et/ou environnementales locales peuvent être reconnus comme opérateur. Si l’opérateur ne possède pas ces compétences requises, il peut confier l’animation à une ou des structures compétentes. Le rôle de l’opérateur est défini dans l’instruction technique relative aux MAEC et aux aides à l’agriculture biologique.
Chaque PAEC est construit en concertation avec l’ensemble des acteurs du territoire et doit s’inscrire dans les zones prioritaires (citées ci-dessous) quant aux objectifs environnementaux prédéfinis régionalement dans la stratégie régionale d’intervention .
Dans le PDR 2014-2015, trois types de zones d’actions prioritaires étaient définies dans le cadre des MAEC en fonction du type d’enjeu environnemental :
1. zone d’action prioritaire enjeu biodiversité ;
2. zone d’action prioritaire enjeu qualité de l'eau ;
3. zone d’action prioritaire enjeu système herbagers.

### La commission agroenvironnementale et climatique (CRAEC) et la validation des PAEC
Tout PAEC est soumis à sélection de la commission régionale agroenvironnementale et climatique (CRAEC – ex-comité technique régional) qui agit au titre d’instructeur des PAEC en les validant ou non. Ce dernier est copiloté par la DRAAF de la région concernée  et l’État, il est composé des membres de droit représentants les agriculteurs, les administrations et les acteurs économiques et environnementaux . Il est consulté sur différents points et notamment sur les modalités de sélection des PAEC et sur la pré-affectation des moyens financiers. Par ailleurs, il rend des avis sur le contenu des projets agroenvironnementaux, la répartition des crédits disponibles entre les différents projets et enfin sur les définitions des critères de sélection des demandes individuelles.
En début de programmation des PAEC (2014 pour la période 2014-2020), une stratégie régionale d’intervention est définie pour garantir l’efficacité environnementale des MAEC. Celle-ci est définie en accord avec les responsables de la finance nationaux (ministère chargé de l’agriculture, agences de l’eau, conseils régionaux) et construite en concertation avec les acteurs régionaux impliqués. Cette stratégie est ensuite inscrite dans chaque plan de développement rural (PDR) régional. C’est dans le cadre de cette dernière que sont définies les zones d’interventions prioritaires dans lesquelles les PAEC sont éligibles. Les PAEC ne peuvent être déposés que s’ils appartiennent à ce zonage inscrit au PDR.
Enfin, cette stratégie définit le cadrage budgétaire construit avec les financeurs, les modalités de sélection des MAEC, leur évaluation et les conditions de reconduction, arrêt ou aide au renforcement des exigences.
Chaque PAEC correspond à un territoire de projet dans son ensemble, c'est-à-dire à plusieurs exploitants et à plusieurs zones d’action – et à ce titre à différentes MAEC associées. Les MAEC peuvent être financées par différents financeurs, dans le cadre de leurs priorités d’action.

## Dispositif financier des MAEC: le cas du Conseil Général de l’Isère

### Le financement des MAEC
Les MAEC sont financées à 75 % par l’Europe dans le cadre du FEADER (via les régions depuis la régionalisation des FEADER) et à 25 % par les financeurs nationaux (Agence de l’eau, Conseils généraux, Conseils régionaux, État). Dans le cadre des MAEC chaque financeur public fixe ses priorités. Par exemple, l’État a fixé comme priorité les zones Natura 2000, les systèmes d’exploitations herbagers et les groupements pastoraux.
En Isère, le Conseil général de l’Isère peut intervenir pour financer des MAEC dans le cadre de son schéma directeur des Espaces naturels sensibles (dont les orientations stratégiques pour la période 2015-2020 ont été validées par l’Assemblée départementale le 11 décembre 2014).
La mise en œuvre du SDENS par le CG38 repose sur la mobilisation du fonds provenant de la taxe d’aménagement (ancienne taxe départementale ENS). La ressource annuelle mobilisable pour le SDENS est estimée par le CGI à 8 550 000 euros. Dans le cadre du SDENS la part allouée aux MAEC est inscrite dans le volet « Politique Agriculture et Forêt » qui concerne 7 % de l’ensemble du budget annuel du SDENS 38 pour l’année 2015 soit environ 600 000 euros de ce volet.
En définitive, le Conseil général de l’Isère peut intervenir financièrement dans le MAEC dont les enjeux sont relatifs à la biodiversité dans le cadre de ses budgets annuels et sur des crédits issus de la taxe d’aménagement–volet ENS.

### La taxe d’aménagement, source du financement des MAEC
Le produit de la taxe d’aménagement pour les conseils généraux permet de financer l’achat, l’aménagement et la protection des espaces naturels sensibles du département. En ce qui concerne le CG38 cette taxe peut être utilisée dans le cadre de la part nationale du financement des MAEC, pour les enjeux qui le concerne.
La taxe d'aménagement s'applique lors du dépôt de tout permis de construire ou de toute déclaration préalable de travaux pour le demandeur lié à cette demande. Cette taxe qui était appelée taxe départementale des espaces naturels sensibles (TDENS) jusqu’en 2013 est actuellement transformée en taxe d’aménagement TA.
Cette taxe est composée de trois parts : communale, départementale et régionale. Le taux de chacune d’elles est instauré par vote de la collectivité locale pour la part la concernant . Ainsi le Conseil Général de l’Isère a voté un taux à 2,5 % (il s’agit du taux maximal pouvant s’appliquer à cette taxe) s’appliquant unitairement sur l’ensemble du département. « Le montant de la taxe est calculé selon la formule suivante : surface taxable (construction ou aménagement) × valeur forfaitaire (sauf valeur fixe pour certains aménagements) × taux fixé par la collectivité territoriale sur la part qui lui est attribuée ».
En l’état actuel des connaissances, et selon une estimation prudente, la taxe d’aménagement
pourrait apporter chaque année au Département de l’Isère 10 millions d’euros. L’assemblée départementale, lors de sa session du 27 octobre 2011 instituant cette nouvelle taxe, a fixé son taux à hauteur de 2,5 %. Elle a également fixé la part affectée aux missions historiques du CAUE à 11% auxquels il convient de rajouter les nouveaux usages relatifs aux missions du CAUE à hauteur de 350 000 euros par an. La ressource annuelle mobilisable pour le schéma directeur peut prudemment être estimée à hauteur de 8 550 000 euros.

### Exemples d'actions du Conseil Général de l’Isère
Depuis 1989 le Conseil général de l’Isère finance des mesures agroenvironnementales, notamment des MAET lors de la programmation précédente sur 3 territoires (Matheysine, Trièves et Belledonne).